# Blitopertha massageta
Blitopertha massageta is een keversoort uit de familie bladsprietkevers (Scarabaeidae). De wetenschappelijke naam van de soort is voor het eerst geldig gepubliceerd in 1881 door Kirsch.